# Richard von St. Vanne
Richard von St. Vanne, auch Richard von St-Vanne, lateinisch Richardus S. Vitoni Virdunensis abbas (* um 970 in Bantheville; † 14. Juni 1046) war ein lothringischer Benediktinermönch und Abt von Saint-Vanne in Verdun. Er wird in der römisch-katholischen Kirche als Seliger verehrt.

## Leben
Richard stammte aus einer adeligen Familie und wurde in der Kathedralschule von Reims von Gerbert von Aurillac, dem späteren Papst Silvester II. ausgebildet. Hier an der Kathedrale von Reims wurde er später Kanoniker und bekleidete die Ämter des Kantors und Domdekans. In Reims schloss er zudem Freundschaft mit dem späteren Bischof von Cambrai Gerhard. Aufgrund eines Rates von Odilo von Cluny trat Richard 1002/03 in das Benediktinerkloster Saint-Vanne in Verdun ein. Er wurde dort schon 1004 zum Abt gewählt, reformierte das Kloster erfolgreich im Sinne des monastischen Ideals, sodass die Zahl der Mönche anstieg. 1008 übernahm er zudem die Abtswürde des von St-Vanne aus reformierten Klosters Saint-Vaast in Arras. Er führte in seinem Kloster und mehr als 20 weiteren Abteien und sogar Kanonikerstiften in Lothringen, in der Champagne, in der Normandie und in Flandern die Klosterreform von Gorze ein und wurde darin von Kaiser Heinrich II. und König Robert II. von Frankreich unterstützt. Besonderes Kennzeichen seiner Reform war die möglichst weitgehende Loslösung der betreffenden Klöster von der weltlichen Gewalt, was er durch persönliche Übernahme des Abtsamtes oder Einsetzung von Schülern wie Leduin von Saint-Vaast oder Poppo von Stablo zu erreichen suchte. Da dieser Reformansatz stark an seine Person gebunden war, erschöpfte er sich bald nach Richards Tod. Über seine Verbindungen zu den deutschen und französischen Herrschern wirkte er an der Verkündung des Gottesfriedens mit. Von 1020 bis 1032 war Richard auch Abt der bedeutenden Abtei Lobbes. Während seines Abbatiates begab er sich Mitte der 1020er-Jahre zusammen mit Abt Eberwin von Trier auf eine Pilgerreise in das Heilige Land. In Antiochia machte er die Bekanntschaft des byzantinischen Mönchs und späteren Trierer Eremiten Symeon, der mit den beiden Äbten nach Europa reiste.
Richards Lebensgeschichte wurde Anfang des 12. Jahrhunderts im Kloster Saint-Vanne niedergeschrieben.
Sein Gedenktag ist der 14. Juni.

## Werke
- Vita et miracula s. Vitoni episcopi Virdunensis
- Vita s. Rodingi abbatis Bellilocensis